# Marylen Ng Poau Leng
Marylen Ng Poau Leng (* 19. Dezember 1987 in Sabah) ist eine malaysische Badmintonspielerin.

## Karriere
Marylen Ng Poau Leng war Viertelfinalistin bei den Malaysia International 2007 und den Vietnam International 2008. Bei den Malaysia International 2009 stand sie im Halbfinale. 2011 konnte sie bis ins Viertelfinale der Vietnam Open vordringen und wurde nationale Titelträgerin im Damendoppel. Bei der Malaysia Super Series 2011 stand sie im Achtelfinale. 2009 nahm sie an der Badminton-Weltmeisterschaft teil, 2010 an den Asienspielen.